# Cisticola dambo
Cisticola dambo е вид птица от семейство Cisticolidae.

## Разпространение
Видът е разпространен в Ангола, Демократична република Конго, Габон и Замбия.